# OK Hotel
OK Hotel (alternativt O.K. Hotel) var ett hotell beläget på 212 Alaskan Way South i Seattle, Washington i USA, grundat 1914. Hotellet byggdes på Railroad Avenue South (som senare döptes om till Alaskan Way South) i en sjabbig del av staden. Hotellet marknadsförde sig främst till sjömän, hamnarbetare och skogshuggare som planerade att spendera sina pengar på Skid Road, numera Pioneer Square. I och med byggandet av Washington State Route 99 år 1953 uppfördes bron Alaskan Way Viaduct, vilket ledde till försämrade upplevelser för hotellets gäster, med mer sot, oväsen och mörker. 
År 1988 tog Tia och Steve Freeborn över hotellet och gjorde om det till en plats för rockkonserter. Det första bandet som uppträdde där var Mother Love Bone och flera andra artister och band kom att spela där under årens gång, såsom Soundgarden, Mudhoney, Pearl Jam, Bikini Kill, The Gits, Sublime, Queens of the Stone Age samt Nirvana, som debuterade sina låtar "Smells Like Teen Spirit" och "Pennyroyal Tea" på hotellet den 17 april 1991. Delar av filmen Singles från 1992 spelades även in på OK Hotel. 
Den 28 februari 2001 drabbades Seattle av Nisqually-jordbävningen, vilken skadade byggnaden och ledde till att hotellet fick stängas senare samma år. Byggnaden renoverades senare och gjordes om till OK Hotel Apartments.